# Relations entre l'Algérie et la Malaisie
Le terme « relations entre l'Algérie et la Malaisie » fait référence aux relations étrangères bilatérales (en) entre l'Algérie et la Malaisie. L’Algérie dispose d'une ambassade à Kuala Lumpur, et la Malaisie a ouvert une ambassade à Alger.

## Histoire
L'ambassade d’Algérie en Malaisie a été ouverte en 1993 et le Président algérien Abdelaziz Bouteflika était en visite en Malaisie à deux reprises en 2003, pour le Mouvement des non-alignés et les Sommets de l'OCI. Le Premier ministre malaisien Mahathir Mohamad s'est rendu en Algérie dans la même année, au cours de laquelle plusieurs accords ont été signés concernant le commerce bilatéral, l'information et la communication, et la technologie ainsi que la coopération entre l'Algérie Presse Service et l'agence de presse Bernama.

## Relations économiques
En 2002, les exportations de l'Algérie vers la Malaisie ont été d'une valeur d'environ 2,5 millions de dollars, tandis que les exportations de la Malaisie vers l'Algérie ont atteint 113,6 millions de dollars. Les investisseurs malaisiens sont encouragés par le gouvernement algérien à investir alors se développe industriellement. L'Algérie a également invité des entreprises malaisiennes pour le développement et l'une des principales sociétés pétrolières malaisiennes, Petronas, pour un projet d'exploration pétrolière,,. Les principales exportations de l'Algérie vers la Malaisie comprennent des engrais bruts, des produits chimiques et de produits minéraux, tandis que les principales exportations de la Malaisie vers l'Algérie sont de l'huile de palme, des produits chimiques, de l'huile végétale, des produits en bois, des textiles et des vêtements.
Au mois d'août 2023, le groupe malaisien « Lion » a entamé les procédures de réalisation en Algérie de projets industriels importants pour un coût de 6 milliards de dollars. Il s'agit de projets d’exploitation de ressources minières, comme l’aluminium et les minerais de fer destinés à l’exploitation industrielle.